# Attiswil
Attiswil es una comuna suiza del cantón de Berna, situada en el distrito administrativo de Alta Argovia. Limita al norte con la comuna de Farnern, al este con Rumisberg y Wiedlisbach, al sur con Wangen an der Aare, y al oeste con Flumenthal (SO), Günsberg (SO), Hubersdorf (SO) y Kammersrohr (SO).
Hasta el 31 de diciembre de 2009 situada en el distrito de Wangen.

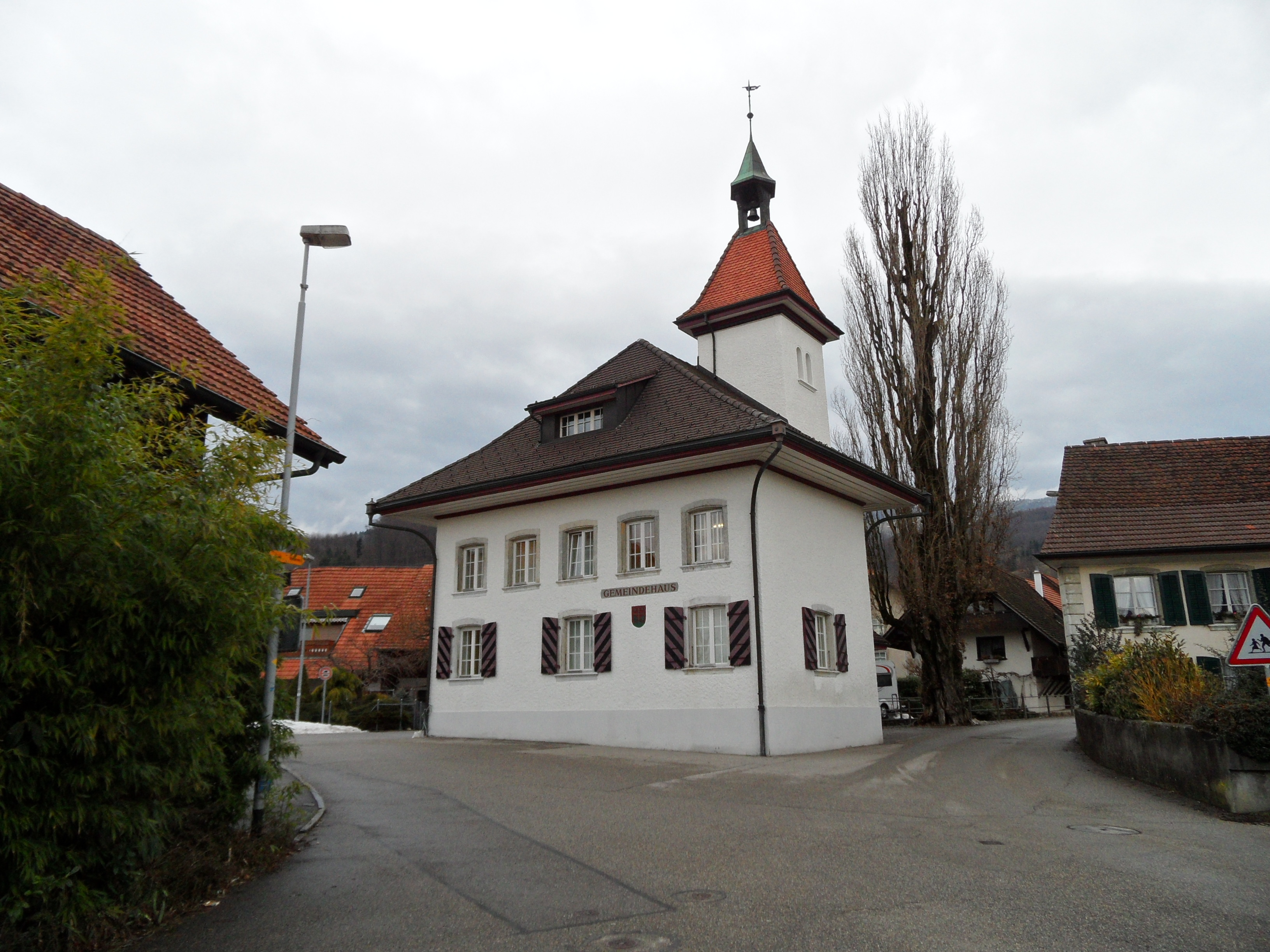
Casa comunal de Attiswil.